# Du lịch vũ trụ

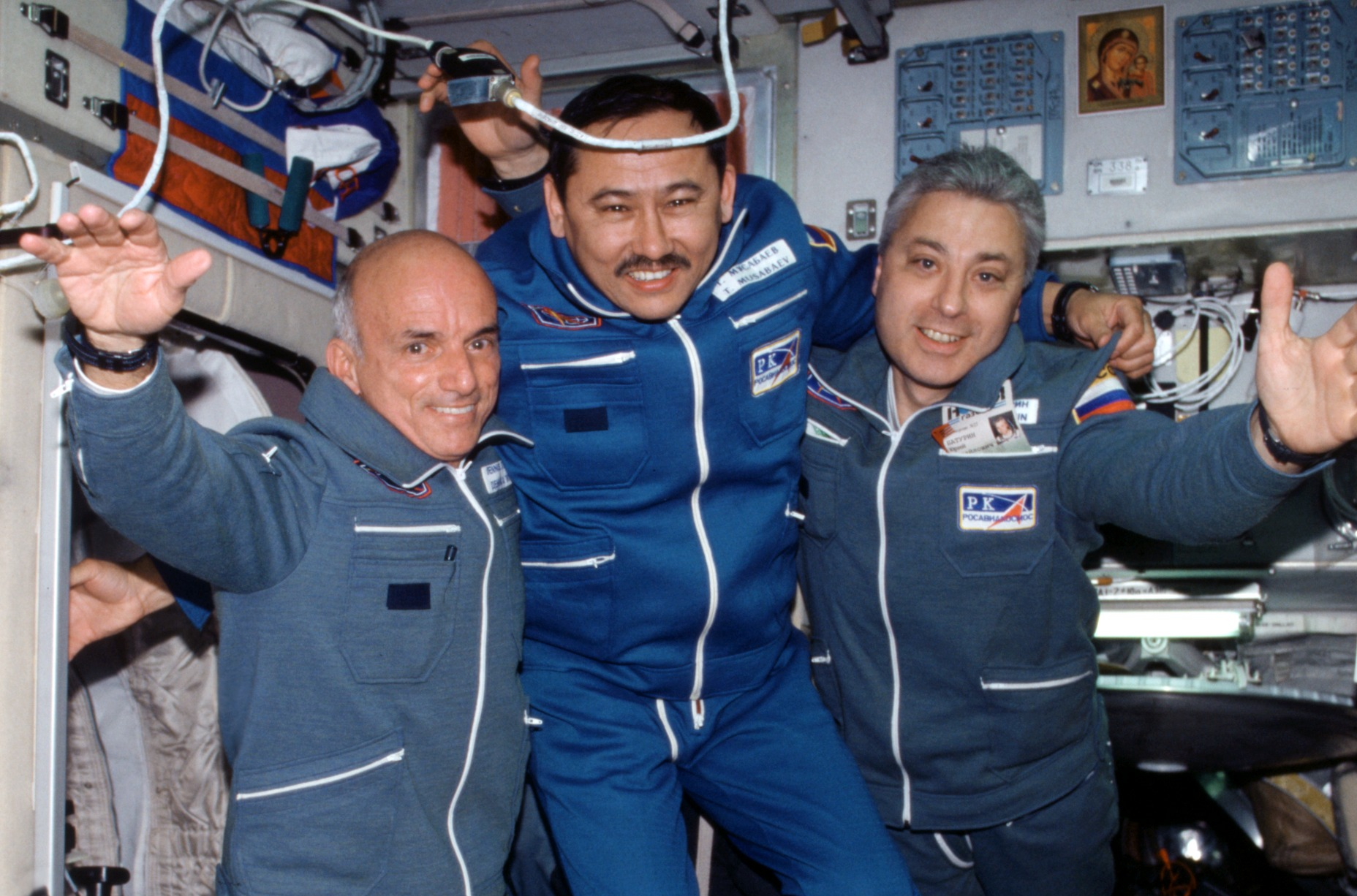
Khách du lịch vũ trụ đầu tiên, Dennis Tito (trái) trên tàu ISS

Du lịch vũ trụ hay du lịch không gian là việc đi lên không gian vũ trụ của con người nhằm mục đích giải trí. Có một số loại hình du lịch vũ trụ khác nhau, bao gồm du lịch không gian quỹ đạo quanh Trái Đất, không gian dưới quỹ đạo này và Mặt Trăng. Đến nay, du lịch vũ trụ trên quỹ đạo mới chỉ được Cơ quan Vũ trụ Nga thực hiện. Công việc cũng tiếp tục hướng tới việc phát triển phương tiện du lịch không gian thấp dưới không gian quỹ đạo. Điều này đang được các công ty hàng không vũ trụ như Blue Origin và Virgin Galactic thực hiện. Bên cạnh đó, SpaceX (một nhà sản xuất hàng không vũ trụ) công bố vào năm 2018 rằng họ đang có kế hoạch đưa khách du lịch không gian, bao gồm Yusaku Maezawa, trên một quỹ đạo tự động quay trở lại xung quanh Mặt Trăng trên tàu Starship.
Trong khoảng thời gian từ 2001 đến 2009, 7 khách du lịch vũ trụ đã thực hiện 8 chuyến bay vào vũ trụ trên một tàu vũ trụ Soyuz của Nga được Space Adventures môi giới, với đích đến là Trạm vũ trụ quốc tế. Giá công khai là trong khoảng 200 đến 250 triệu mỗi chuyến. Một số khách du lịch vũ trụ đã ký hợp đồng với các bên thứ ba để tiến hành các hoạt động nghiên cứu nhất định khi ở trên quỹ đạo. Đến năm 2007, du lịch vũ trụ được cho là một trong những thị trường sớm nhất sẽ nảy sinh các chuyến bay vũ trụ thương mại. :11 Space Adventures là công ty duy nhất đã gửi hành khách trả tiền lên vũ trụ. Cùng với Cơ quan Vũ trụ Liên bang Liên bang Nga và Tập đoàn Tên lửa và Vũ trụ Energia, Space Adventures tạo điều kiện cho các chuyến bay cho tất cả các nhà thám hiểm không gian tư nhân đầu tiên trên thế giới. Ba người tham gia đầu tiên đã trả hơn 20 triệu USD cho chuyến thăm 10 ngày của họ tới ISS.
Nga đã dừng việc du hành vũ trụ lên quỹ đạo vào năm 2010 do sự gia tăng quy mô phi hành đoàn của Trạm vũ trụ quốc tế, sử dụng các ghế vốn cho các phi hành đoàn thám hiểm mà trước đây đã được bán cho những người tham gia chuyến bay vũ trụ. Các chuyến bay du lịch của quỹ đạo đã được thiết lập để tiếp tục vào năm 2015 nhưng kế hoạch đã bị hoãn vô thời hạn và từ đó kế hoạch không có gì thay đổi kể từ năm 2009.
Vào ngày 7 tháng 6 năm 2019, NASA tuyên bố bắt đầu từ năm 2020, tổ chức này đặt mục tiêu bắt đầu cho phép các phi hành gia tư nhân lên Trạm vũ trụ quốc tế, với việc sử dụng tàu vũ trụ Crew Dragon của SpaceX và tàu vũ trụ Starliner của Boeing cho các phi hành gia công cộng. Dự án được lên kế hoạch với giá 35.000 USD mỗi ngày cho mỗi phi hành gia.
Công việc cũng tiếp tục hướng tới việc phát triển các phương tiện du lịch vũ trụ. Điều này đang được thực hiện bởi các công ty hàng không vũ trụ như Blue Origin và Virgin Galactic. SpaceX đã thông báo vào năm 2018 rằng họ đang có kế hoạch gửi các du khách vũ trụ, bao gồm cả Yusaku Maezawa, trên một quỹ đạo quay trở lại miễn phí xung quanh Mặt trăng trên Starship.